# یاسوئو اوتانی
یاسوئو اوتانی (انگلیسی: Yasuo Ōtani؛ زادهٔ ۲۳ مهٔ ۱۹۷۸) آهنگساز، ترانه‌پرداز اهل ژاپن است.